# 경주 망덕사지
경주 망덕사지(慶州 望德寺址)는 대한민국 경상북도 경주시 낭산의 기슭에 있는 절터이다. 1963년 1월 21일 대한민국의 사적 제7호로 지정되었다.

## 개설
《삼국유사》(三國遺事)는 망덕사를 짓게 된 것이 신라 국가를 불법(佛法)의 힘으로 외세로부터 수호한다는 사상에서 지어진 사천왕사(四天王寺)를 당에 들키지 않게 하기 위해서였다고 적고 있다.
앞서 신라를 침공하려는 당(唐)의 수군이 670년과 671년 두 차례에 걸쳐 느닷없는 풍랑으로 바다에서 침몰하고, 신라에서 와 있던 박문준(朴文俊)으로부터 신라에서 낭산 남쪽에 천왕사를 지어 황제의 만수무강을 빌며 법회를 열고 있다는 이야기를 들은 당 고종(唐高宗)은 예부시랑(禮部侍郞) 악붕귀(樂鵬龜)를 신라에 보내 사실 관계를 확인하게 하였다.
신라의 문무왕(文武王)은 사천왕사를 당의 사신에게 보이지 않기 위해 사천왕사의 남쪽에 새로운 절을 지어 그곳으로 악붕귀를 인도하였다. 그러나 악붕귀는 "이 절은 사천왕사가 아니라 망덕요산(望德遙山)의 절이다."라며 새로운 절에는 끝내 들어가지 않았다. 이에 신라의 관리들이 금 1천 냥을 뇌물로 주었고, 귀국한 악붕귀는 고종에게 "신라는 천왕사(사천왕사)를 짓고 새 절에서 황제의 만수무강을 빌고 있었을 뿐입니다."라고 보고했다. 이후 새 절의 이름은 악붕귀의 말에서 딴 망덕사(望德寺)가 되었다고 한다.
《삼국사기》 및 《삼국유사》에는 경덕왕(景德王) 14년(755년) 망덕사의 탑이 흔들렸다는 기록이 있는데, 공교롭게도 그 해에 당에서 안사의 난이 일어나자 당시 신라 사람들은 "당을 위해 지은 절이니 그에 응한 것이다"라고 말했다고 한다. 망덕사탑은 이후에도 원성왕(元聖王) 14년(798년), 애장왕(哀莊王) 5년(804년), 헌덕왕(憲德王) 8년(816년)에 서로 부딪쳤다고 《삼국사기》는 기록하고 있다.

## 발굴 조사
망덕사터 부지는 대부분 경작지로 개간되어 있으며, 동서 목탑과 금당, 강당, 중문, 회랑, 익랑의 터 및 당간지주 등이 남아 있어 전형적인 통일신라 시대의 쌍탑 가람 배치를 보인다. 2013년에는 절터 정비를 위하여 실시한 시굴 조사에서 강당터의 위치를 추가로 확인하였으며, 고려 초기까지 사찰이 존속하였음도 밝혀졌다.
금당 터에는 둥근 모양의 주좌(柱座)를 가진 네모 모양의 주춧돌이 12개 남아 있다. 목탑의 터는 논 한가운데 흙으로 쌓은 단의 흔적이 확인되는데, 13층으로 되어 있었던 두 탑 중 서탑은 나무와 흙에 매몰되어 동탑에 비해 그 훼손 상태가 더욱 심각하다. 동탑은 북면 길이 123cm, 동면 길이 127cm로 흙으로 쌓은 기단 높이는 120cm 정도이다. 남면과 동면에 돌계단의 흔적이 남아 있는데 원래는 북면과 서면에도 돌계단이 설치되었을 것으로 보인다. 기단 주위에 탱주석(撑柱石)과 면석, 지대석이 남아 있으며, 남아 있는 기단 석재만으로도 기단 복원이 가능할 정도로 상태가 좋다. 기단 위의 주춧돌은 한 변에 네 개씩 나열한 것이 17개 남아 있으며, 윗부분에 주좌가 없는 네 개의 사천주 주춧돌 가운데 하나는 실측치 가로 세로 모두 60cm의 정사각형을 이룬다. 외진주 네모꼴 주춧돌은 12개 가운데 6개가 실측이 가능하다.
망덕사탑에서는 신라의 목탑 유구 가운데 유일하게 팔각 형태의 심초석(心礎石)이 확인되고 있는데, 동서 심초석 모두 가운데 사리공에 사리함을 봉안한 2단으로 구성된 네모 모양의 구멍이 패여 있다. 팔각형 한 변 길이는 동탑이 60cm, 서탑이 동서남북 60cm에 북동, 북서, 남동, 남서 50cm이며, 사리공의 네모 모양으로 된 구멍은 동탑이 가로세로 25cm, 서탑은 23cm이다(서탑 사리공의 경우 사천왕사 목탑의 크기와도 비슷). 탑의 바닥에는 무늬 없는 전돌을 깔았던 것으로 확인되었다.
한편 《삼국사기》(三國史記)에는 신라 신문왕 5년(679년)에 완공되었다고 되어 있다. 《삼국사기》에 따르면 효소왕은 사후 망덕사의 동쪽에 묻혔는데, 신라왕릉을 연구한 故 이근직 교수는 《삼국사기》의 이 기사를 근거로 현재 망덕사 동북쪽에 위치해 있으며 흔히 신문왕릉으로 알려져 있는 신라 고분이 실제로는 효소왕릉이라 주장하였다.

## 전설
- 효소왕이 즉위한 뒤 망덕사를 짓고 당 황실을 위해 복을 빌고자 했는데, 5년 만인 정유년(697년)에 낙성회를 베풀고 왕이 몸소 법회에 참석하였다. 이때 행색이 남루한 어느 승려가 왕에게 낙성 법회에 참가하게 해 줄 것을 요청했고, 왕은 허름한 차림의 그 승려를 말석에 앉게 했다. 법회를 파할 무렵 효소왕은 승려에게 어디서 왔느냐고 물어보고, 비파암(琵琶癌)에서 왔다는 승려에게 "어디 가서 국왕이 몸소 공양하는 법회에 참석했다고 말하고 다니지 말게."라고 말했다. 승려는 웃으며 "폐하께서도 어디 가셔서 진신석가(眞身釋迦)를 공양했다고 말씀하지 마십시오."라고 대답하고는, 갑자기 몸을 솟구쳐 하늘로 올라가 남쪽으로 날아가는 것이었다. 그때서야 효소왕은 그 승려가 진신석가의 화신임을 뒤늦게 깨닫고 승려가 사라진 방향으로 예를 올렸다. 이후 승려가 지팡이와 바리때를 남겨 두고 사라진 남산 삼성곡(대책천원)과, 승려가 스스로 거처라고 밝힌 비파암 아래에 각각 불무사(佛無寺)와 석가사(釋迦寺)가 세워져 승려가 남기고 간 지팡이와 바리때를 모셨다고 한다.[2] 다만 망덕사의 건립은 효소왕이 아닌 신문왕 때의 일이다.[4]
- 망덕사의 선율(善律)이라는 승려가 《육백반야경》(대품반야경)을 사경하고자 시주를 모으다 미처 완성되기 전에 죽었는데, 저승에 온 선율이 인간 세상에서 승려로써 불경을 사경하려다가 완성하지 못하고 죽었다는 것을 안 염라대왕은 특별히 돌려보내 주면서 《대품반야경》 사경을 마저 완수하도록 했다. 선율은 저승에서 돌아오는 길에 15년 전에 죽은 한 여인의 혼령을 만났고, 여인은 자신의 부모가 금강사 소유의 논 한 이랑을 빼돌린 죄로 자신이 저승에서 고통을 받고 있다며, 돌아가면 자신의 부모를 찾아가 그 땅을 돌려주게 할 것과, 여인 자신이 생전 침상에 숨겨두었던 호마기름과 이불 사이에 숨겨둔 베를 찾아다 불경 사경에 써달라고 자신의 고향을 알려 주었다. 그리고 그 순간 선율은 살아났는데, 이미 선율 자신이 죽은지 열흘이나 지나 땅에 묻힌 뒤였고 사흘 만에야 그곳을 지나던 목동이 선율의 목소리를 듣고 망덕사에 알려 선율을 구할 수 있었다. 이후 선율이 여인이 알려준 대로 여인의 집을 찾아가 보니 과연 참기름과 베는 여인이 말한 그 자리에 그대로 있었고, 선율이 여인의 명복을 빌어주자 여인은 꿈에 나타나 감사를 표했다. 이러한 이야기를 들은 사람들은 모두 놀라고 감탄하며 선율의 불경 사경 작업을 너도나도 도와, 선율은 마침내 자신의 서원을 이룰 수 있었다. 선율이 사경한 이 《육백반야경》은 일연이 《삼국유사》를 짓던 당시까지도 동도(경주) 승사의 서고에 보관되어 있었으며 사람들이 해마다 봄과 가을에 돌려 읽으며 재앙을 기양(祈禳)했다고 한다.[5]
- 망덕사터 남쪽으로 흐르는 남천 모래밭을 장사(長沙)라 하여, 신라 눌지왕 때의 삽량주간 박제상(朴堤上)이 왕명으로 왜로 떠나갈 때 그 부인이 이 모래밭 위에서 드러누워 오랫동안 울부짖었던 곳으로 《삼국유사》는 전하고 있다.

## 같이 보기
- 경주 망덕사지 당간지주 - 보물 제69호